# Politischer Missbrauch der Psychiatrie in der Sowjetunion
Von Missbrauch der Psychiatrie wird gesprochen, wenn die psychiatrische Diagnose und die (medikamentöse) Behandlung in der Psychiatrie für die Behinderung der Grundrechte bestimmter Gruppen und Individuen in einer Gesellschaft missbraucht werden. Die Deklaration von Helsinki zu ethischen Grundsätzen für die medizinische Forschung am Menschen widerspricht derartigem Missbrauch ausdrücklich und ächtet ihn international.
In der Sowjetunion wurde die Psychiatrie jedoch unter anderem systematisch dazu missbraucht, Andersdenkende und politische Dissidenten zu pathologisieren, auszusondern und ihrer Rechte zu berauben. Andersdenkende, die in der Ideologie des Marxismus-Leninismus oft sowohl als eine Belastung als auch als eine Bedrohung für das System empfunden wurden, konnten so einfach diskreditiert und festgehalten werden.
Im Verlauf ihrer Geschichte wurde die Sowjetunion im Ausland zunehmend dafür bekannt, politisch Andersdenkende und sonstige Dissidenten massiv und ohne Rücksicht auf deren Rechte zu unterdrücken und zu misshandeln.
In den 1960er und 1970er Jahren offenbarte sich dann, dass in der Sowjetunion sogenannte konterrevolutionäre Gedanken als psychische Störungen wahrgenommen und behandelt wurden – auch gegen den erklärten Willen der „Kranken“.
Die pawlowsche Reflexpsychologie wurde mit der Etablierung des Stalinismus als einzige „politisch korrekte“ Unterart der Psychologie etabliert. Die vorher von Leo Trotzki befürwortete Psychoanalyse geriet auch mit seinem Ausschluss aus dem inneren Zirkel der KPdSU immer mehr in die Kritik.

## Geschichte

### Die Diagnose der „schleichenden“ Schizophrenie
In den frühen 1930er Jahren, nachdem das Zentrum der Psychiatrie-Forschung zum Regierungssitz nach Moskau verlagert worden ist, war besonders die Erforschung der Schizophrenie ein Feld, das eine hohe Heterogenität aufwies: Pjotr Gannuschkin beispielsweise, einer der führenden Psychiater Moskaus war bekannt für seine Erforschung des „Grenzbereichs“ zwischen psychischer Gesundheit und Krankheit. Er studierte Persönlichkeitsstörungen und beschrieb bereits 1931 schizoide Psychopathie auf eine Art und Weise, die das moderne Verständnis der Krankheit teilweise vorwegnahm.
Andrei Sneschnewski, Direktor des Moskauer Instituts für Psychiatrie und Mitglied der Akademie der medizinischen Wissenschaften, gab jedoch auf dem Weltkongress 1971 in Mexiko seine Entdeckung der sogenannten „schleichenden“ Schizophrenie bekannt.
Die Kriterien für die „träge“ oder „schleichende“ Form der Schizophrenie führten zur Überdiagnose von Schizophrenie und erleichterten die Zwangsbehandlung eigentlich gesunder „Patienten“. Ein Symptom, das zu dieser Diagnose führen konnte, waren z. B. „reformistische Illusionen“.

### Berichte über Zwangsbehandlungen
In den frühen 1970er Jahren begannen Berichte den Westen zu erreichen, denen zufolge in der Sowjetunion politische und religiöse Dissidenten in Hochsicherheitsabteilungen psychiatrischer Krankenhäuser gefangengehalten und zwangsweise behandelt würden, ohne dass eine medizinische Rechtfertigung hierfür bestünde. Der außer Landes geschmuggelte autobiographische Roman Палата № 7 von Valerij Tarsis, der 1965 u. a. in Westdeutschland und den USA im Tamisdat veröffentlicht wurde, war eines der ersten literarischen Zeugnisse der Zwangsbehandlungen.
Das übliche Vorgehen hierbei war es, einen Dissidenten auf Grundlage politischer Vergehen wie solcher nach Art. 70 („Anti-Sowjetischer Agitation und Propaganda “) Art 58 oder Art. 190-1 (Verleumdung) des Strafgesetzbuches der RSFSR einer psychiatrischen Zwangsuntersuchung zu unterwerfen, die in der Regel am Serbskij-Institut für Rechtspsychiatrie durchgeführt wurde, und zwar entweder oberflächlich oder gar „in Abwesenheit“.
Ohne jeglichen Verzug wurde der „Patient“ dann unbegrenzt in einer von unzähligen über das Land verteilten speziellen psychiatrischen Kliniken unter der direkten Gerichtsbarkeit des Ministeriums für Innere Angelegenheiten eingesperrt.
Dem Europäischen Parlament verfügbare Daten zeigen, dass spätestens im Laufe der 1960er Jahre der politische Missbrauch der Psychiatrie in der Sowjetunion zu einer der wichtigsten Methoden der Repression geworden war: Bis zum Ende des Jahrzehnts wurden viele bekannte Dissidenten als psychisch krank diagnostiziert.

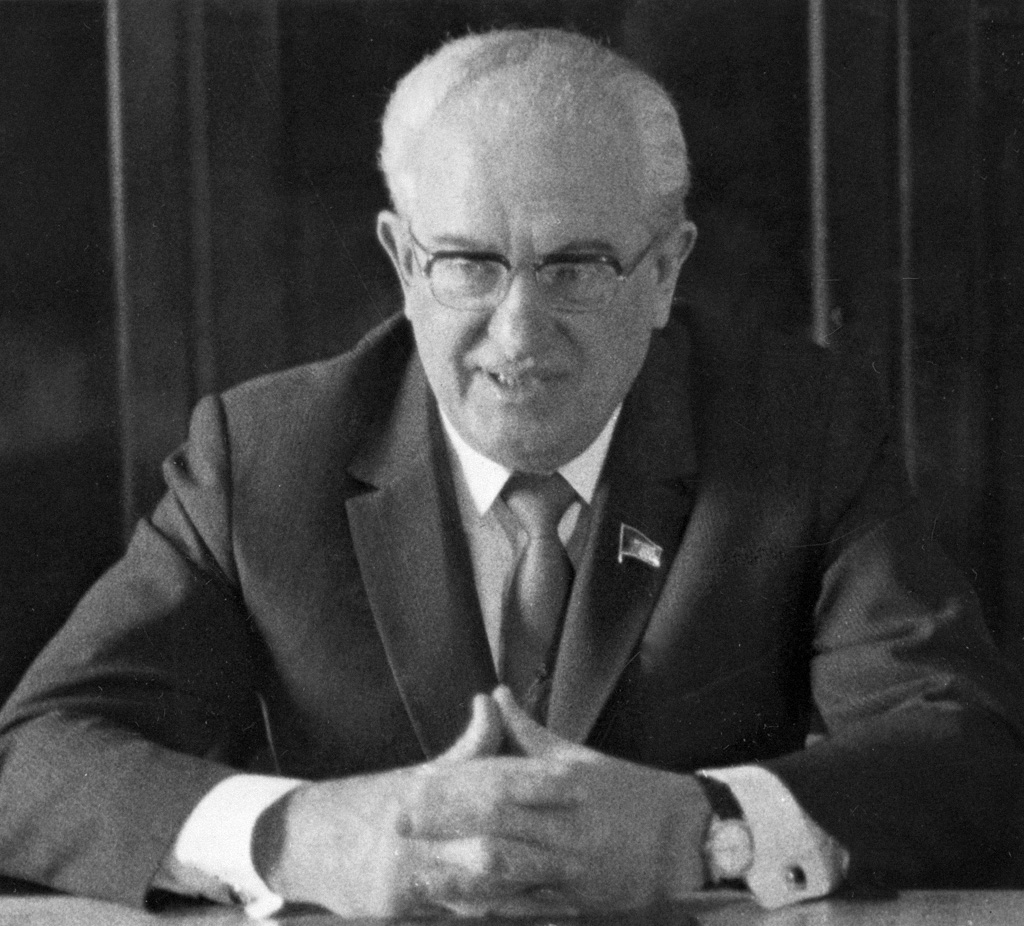
KGB-Vorsitzender Juri Andropow

Eine entscheidende Rolle spielte hierbei der damalige Vorsitzende des KGB Juri Andropow, der 1967 den Kampf gegen die ideologische Diversion zum Kern seiner Arbeit erklärt hatte. Andropow entwickelte, in Zusammenarbeit mit einer ausgewählten Gruppe von Mitarbeitern, den politischen Missbrauch der Psychiatrie zu einem systematischen Mittel der Unterdrückung.

### Die Misshandlungen in psychiatrischen Krankenhäusern
1989 wurde im Zuge von Glasnost und Perestroika eine Delegation von Psychiatern aus den Vereinigten Staaten durch die sowjetische Führung in die Sowjetunion eingeladen und konnte umfangreiche Interviews mit mutmaßlichen Opfern von psychiatrischem Missbrauch durchführen, die schwerwiegende und routinemäßige Misshandlungen zu Tage förderte.
Hohe Dosen von Antipsychotika wurden im Rahmen einer 10- bis 15-tägigen Kur routinemäßig durch Injektion verabreicht, beispielsweise zur Behandlung von „Wahnvorstellungen des Reformismus“ und nach der Äußerung „antisowjetischer Gedanken“, aber auch um Verstöße gegen Krankenhausregeln zu bestrafen.

### Folgenreiches Zeugnis des Doktors Korjagin
Nachdem Anatoli Korjagin im The Lancet unter dem Titel „Patienten gegen ihren eigenen Willen.“ eine Anklageschrift gegen den Missbrauch der Psychiatrie in der UdSSR verfasst hatte, wurde er selbst für geisteskrank erklärt.
Korjagin sagte im Jahr 1987 aus, er sei mit kraftvollen neuroleptischen Präparaten zwangsmedikamentiert worden. Zur verbesserten Wirkung der Medikamente wurde er zwangsweise mit einer gewissen Substanz ernährt, die ihm unter anderem nasal verabreicht wurde.

### Position der sowjetischen Vereinigung von Psychiatern weltweit
Ein möglicher Missbrauch der Psychiatrie für politische Zwecke wurde seit Ende der 1960er Jahre innerhalb des Weltverbands für Psychiatrie (WPA) auch im Westen von der Fachwelt kontrovers diskutiert. Die interne Debatte führte auf dem Weltkongress 1977 in Honolulu zur Erklärung von Hawaii, in der berufsethische Prinzipien für die Psychiatrie formuliert wurden. Damit wurde der Druck auf die Psychiatrie in der Sowjetunion und deren Praktiken erhöht.
An der Generalversammlung des Weltverbands für Psychiatrie im Sommer 1983 in Wien sollte der Ausschluss der sowjetischen Vereinigung von Psychiatern beantragt werden.
Diese, als Allunionsgesellschaft der Neuropathologen und Psychiater firmierende Unterabteilung, mit über 20.000 Mitgliedern größte Psychiatriegesellschaft der Welt, kam dem Ausschluss am 31. Januar 1983 zuvor, indem sie selbst ihren Austritt aus der Weltorganisation der Neuropathologen bekanntgab. Im gleichen Jahr traten auch einige Psychiater-Verbände anderer sozialistischer Staaten aus dem Weltverband aus.

## Nachwirkungen in der postsowjetischen Ära
Seit dem Zerfall der Sowjetunion gab es immer wieder Berichte über einen erneuten Einsatz der Psychiatrie für politische Zwecke. Die meisten der neueren Fälle betreffen die Russische Föderation und die Ukraine, auch wenn in keinem Fall der Krankenhausaufenthalt in einer psychiatrischen Einrichtung mit Zwangsbehandlung über mehrere Jahre andauerte.
Gewisse Ansichten und Perspektiven, die einer menschenwürdigen Behandlung von psychisch kranken Patienten entgegenstehen, bestehen auch 20 Jahre nach dem Ende der Sowjetmacht auf dem Gebiet der psychischen Gesundheitsversorgung fort, in Russland und ebenso wie in anderen ehemaligen Sowjetrepubliken. In den meisten dieser Länder hat sich die Arbeit in „Intensivpflegeheimen“, wie die NKWD-Verwahranstalten euphemistisch genannt wurden, kaum verändert, und hunderttausende von Menschen sind in derartigen Institutionen interniert, voraussichtlich für den Rest ihres Lebens.
Über die Gründe für einen erneuten Missbrauch der Psychiatrie werden Debatten geführt.